# Fimbultul
Fimbultul (fvn Fimbulþulr eller Fimbulþul) är i nordisk mytologi både namnet på en älv i Asgård och ett namn på Oden när han uppträder som besvärjare. Namnet betyder “den mäktige framsägaren”.

## Namnet
Adjektivet fimbul är ett gammalt ord som numera endast förekommer som förled i några mytologiska begrepp. Betydelsen är “stor”, “mäktig” eller “den som är främst”. Exempel på sådana ord ur Poetiska Eddan är fimbultýr, “den främste av gudar, huvudguden” (Vǫluspá 60); fimbulljóð, “främst av (troll)sånger” (Hávamál 140); fimbulfambi, “störste dumskallen” (Hávamál 103); fimbulvetr, “den stora vintern” (Vafþrúðnismál 44) samt Fimbulþulr (ett maskulint ord) och Fimbulþul (femininum). Det förra är ett Odensheite, det andra är en mytisk flod omtalad i Grímnismál och i tulorna.
Odensheitet Fimbulþulr brukar översättas “den mäktige tulen”, eller liknande. Ordet þulr har ofta översatts “skald” eller “visman”. Tulen var en forntida präst, troligen en Odensdyrkare, som vid särskilda tillfällen antas ha reciterat stammens eller ättens kultiska vetande i form av þulur, det vill säga memorerade namnramsor.
Flodnamnet Fimbulþul har man velat förklara med att floden, där den rinner fram, låter som en monotont mumlande tul. Björn Collinder föreslår översättningen “den kraftigt mumlande”. Enligt Hjalmar Falk är det troligen Odensnamnet som har givit upphov till flodnamnet.

## Källtexterna

### Odensnamnet
Fimbultul (Fimbulþulr) som beteckning på Oden omtalas i Hávamál 80 och 142. Båda stroferna talar om de runor som fimbulþulr högg eller målade. Att fimbulþulr här syftar på Oden är oomtvistligt, men de flesta översättare brukar inte skriva ut det som ett namn utan ger olika översättningar, t.ex. “skaldefadern”, “den främste bland thuler”, “stortulen” och så vidare. Hjalmar Falk nämner dock Fimbulþulr som ett typiskt Odensheite och det gör också Rudolf Simek, men ordet saknas som Odensheite i tulorna.

### Flodnamnet
Älven Fimbultul (Fimbulþul) nämns i Grímnismál 27. Stroferna 27–29 består av en enda lång uppräkning av mytiska flodnamn. I närmast föregående strof sägs alla dessa älvar ha sitt upphov i Hvergelme, som får sitt vatten från hjorten Eiktyrne, som betar barr från trädet Lärads (Yggdrasils) grenar och vars horn dryper av dagg.
Elva av floderna i Grímnismál, bland dem Fimbultul, påstås av Snorre Sturlasson i Gylfaginning, kapitel 4, tillhöra ett flodsystem som  han kallar Elivågor. I Gylfaginning, kapitel 39, beskriver han närmare hjorten Eiktyrne, som med sina droppande horn förser hela världen med vatten, samt geten Heidrun som förser Valhall med mjöd. Här räknar han upp 26 floder, av vilka tolv – däribland Fimbultul – rinner “genom asarnas trakter”.